# Alfred Cole
Alfred Cole est un boxeur américain né le 21 avril 1964 à Atlantic City, New Jersey.

## Carrière
Il devient champion du monde des lourds-légers IBF en battant aux points James Warring le 30 juillet 1992. Cole conserve sa ceinture à cinq reprises contre Uriah Grant (deux fois), Glenn McCrory, Vincent Boulware et Nate Miller puis choisit de poursuivre sa carrière en poids lourds. Battu dès son premier combat par Tim Witherspoon, il ne parvient pas en remporter de titre dans cette catégorie. 

## Référence
1. ↑  (en) Alfred Cole vs. James Warring (boxrec.com)